# Хоцьмірувко
Хоцьмірувко (пол. Choćmirówko, нім. Neu Gutzmerow) — село в Польщі, у гміні Ґлувчиці Слупського повіту Поморського воєводства.
Населення — 122 особи (2011).
У 1975-1998 роках село належало до Слупського воєводства.

## Демографія
Демографічна структура станом на 31 березня 2011 року:
|          | Загалом | Допрацездатний вік | Працездатний вік | Постпрацездатний вік |
| -------- | ------- | ------------------ | ---------------- | -------------------- |
| Чоловіки | 61      | 19                 | 38               | 4                    |
| Жінки    | 61      | 18                 | 34               | 9                    |
| Разом    | 122     | 37                 | 72               | 13                   |